# Nový Hrozenkov
Nový Hrozenkov (deutsch Neu Hrosenkau, 1939–1945 Neu Traubendorf) ist eine Minderstadt in der Mährischen Walachei in Tschechien. Sie liegt 15 Kilometer östlich von Vsetín und gehört zum Okres Vsetín.

## Geographie
Nový Hrozenkov befindet sich am südlichen Fuße der Vsetínské vrchy am Übergang zu den Javorníky im Naturpark CHKO Beskydy. Das Städtchen erstreckt sich rechtsseitig der Vsetínská Bečva an der Einmündung der Bäche Brodská, Vranča und Babínek. Nördlich erheben sich die Papradný (750 m), Přední Kyčera (762 m) und Humenec (705 m), im Nordosten der Baraní (688 m), südöstlich die Bezniková (720 m) und Valečková Kyčera (827 m), im Süden die Planinská Kyčera (767 m), Kotlina (805 m), Kyčera nad Boroskou (808 m) und Válkův Grúň (667 m), südwestlich die Valoviska (616 m), im Westen der Palúch (691 m) sowie nordwestlich der Babínek (752 m). Durch Nový Hrozenkov führt die Bahnstrecke Vsetín–Velké Karlovice. Östlich des Ortes liegt die Talsperre Karolinka. Das Kataster der Gemeinde reicht nach Süden bis zur slowakischen Grenze.
Nachbarorte sind Brodské im Norden, Kobylská, Planisko und Karolinka im Nordosten, Na Kání im Osten, Na Bařině und Kyčerky im Südosten, Velká Vranča und Dolní Vranča im Süden, Břežitá, Čubov, Chromčáci und Halenkov im Südwesten, U Holců, Kršelky und Dinotice im Westen sowie Babínek und Lušová im Nordwesten.

## Geschichte

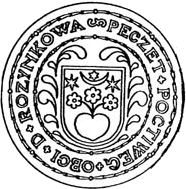
Ältestes Ortssiegel

Die erste schriftliche Erwähnung des Ortes erfolgte im Jahre 1649, als der Besitzer der Herrschaft Vsetín, Mikuláš Pázmány, die 41 Pasekarenwirtschaften im oberen Tal der Vsetínská Bečva von Hovězí abtrennte und die neue, nach seiner Frau Rosina benannte Ansiedlung Rosinka gründete. 1652 erwarb Georg Illésházy die Herrschaft. Im Laufe der Zeit wurde der Ort als Rozinka, Rozinkow und Hrozenkov bezeichnet. Die Bewohner des Dorfes waren im 17. und 18. Jahrhundert zu Verteidigungsdiensten an der ungarischen Grenze auf dem Kamm der Javorníky verpflichtet. In den Jahren 1765, 1775, 1783 und 1785 kam es zu walachischen Aufständen gegen die Frondienste. Bis zur Mitte des 19. Jahrhunderts blieb das Dorf immer nach Vsetín untertänig.
Nach der Aufhebung der Patrimonialherrschaften bildete Nový Hrozenkov/Neu Hrosenkau ab 1850 eine politische Gemeinde in der Bezirkshauptmannschaft Valašské Meziříčí. Die Bewohner lebten von der Viehzucht und Salaschenwirtschaft; der Ackerbau war wenig erträglich. 1857 wurde ein Schulhaus erbaut. Zwischen 1861 und 1863 ließ der Glasfabrikant Samuel Reich im östlichen Teil des Dorfes die Glashütte Karolinenhütte anlegen. In dieser fand ein Teil der Bewohner Anstellung. Zum Ende des 19. Jahrhunderts waren die Erlöse aus der Landwirtschaft so unzureichend, dass ab 1885 etwa 1000 Einwohner in die USA auswanderten; die meisten von ihnen ließen sich in Texas nieder. Ab 1884 gab es Versuche, den strittigen Grenzverlauf zwischen Mähren und Ungarn in den Javorníky zu regulieren. 1908 wurde die Bahnstrecke Vsetín–Velké Karlovice eingeweiht. Seit 1909 gehörte die Gemeinde zum Bezirk Vsetín. Im Jahre 1948 wurde Nový Hrozenkov zum Městys erhoben. Wenig später wurde dieser Status nach der Machtübernahme der Kommunisten abgeschafft, so dass Nový Hrozenkov die letzte Gemeinde war, die diesen Status erhielt. Mit Beginn des Jahres 1949 wurde Karolinina Huť von Nový Hrozenkov abgetrennt und zu einer eigenen Gemeinde und zwei Jahre später zur Stadt erhoben.
Nach der Auflösung der Tschechoslowakei 1992 erfolgte in der Flur Kasárna eine Grenzregulierung zwischen Tschechien und der Slowakei. Seit 1996 führt die Gemeinde ein Wappen. Mit Wirkung zum 31. Oktober 2006 erhielt Nový Hrozenkov seinen Status als Městys zurück.

## Gemeindegliederung
Für den Městys Nový Hrozenkov sind keine Ortsteile ausgewiesen. Zu Nový Hrozenkov gehören die Ansiedlungen Břežitá, Brodské, Čubov, Dolní Vranča, Kyčerky, Lušová, Malá Vranča, Ráztoka und Velká Vranča sowie zahlreiche Einöden (Paseken).

## Sehenswürdigkeiten
- Barocke Kirche Johannes des Täufers, erbaut 1789. Der Altar stammt aus dem Jahre 1690.
- Partisanendenkmal und Gemeinschaftsgrab
- Gedenkstätte im früheren Atelier des Malers und Graphikers Antonín Strnadel mit Werken Strnadels und von Karel Langer
- Naturschutzgebiet Brodská, Urwald am Fuße des Beskyd (891 m), nördlich des Dorfes in den Vsetínské vrchy

## Söhne und Töchter der Gemeinde
- Leon Körner (1892–1972), kanadischer Unternehmer
- Hubert Pilčík (1891–1951), Serienmörder
- Otto Dov Kulka (1933–2021), Überlebender des Holocaust und israelischer Historiker
- Hanuš Domanský (1944–2021), Komponist